# Futsal Shuffle 2020
Futsal Shuffle 2020 è un singolo del rapper statunitense Lil Uzi Vert, pubblicato nel 2019 ed estratto come primo singolo dal suo secondo album in studio Eternal Atake.

## Tracce
Download digitale
Testi e musiche di Symere Woods, Brandon Veal, Anton Mendo, Mees van der Bruggen e Cas van der Heijden.
1. Futsal Shuffle 2020 – 3:18

## Video musicale
Il videoclip della canzone è stato diretto da Jay Weneta, e pubblicato il 6 gennaio 2020.

## Classifiche

### Classifiche settimanali
| Classifica (2019-20) | Posizione massima |
| -------------------- | ----------------- |
| Australia            | 62                |
| Belgio (Fiandre)     | 9                 |
| Bulgaria             | 39                |
| Canada               | 8                 |
| Irlanda              | 36                |
| Nuova Zelanda        | 4                 |
| Portogallo           | 87                |
| Slovacchia           | 94                |
| Svezia               | 6                 |
| Svizzera             | 46                |
| Regno Unito          | 57                |
| Stati Uniti          | 5                 |

### Classifiche di fine anno
| Classifica (2020) | Posizione |
| ----------------- | --------- |
| Canada            | 82        |